# Eddy Wata
 (janvier 2019).
Si vous disposez d'ouvrages ou d'articles de référence ou si vous connaissez des sites web de qualité traitant du thème abordé ici, merci de compléter l'article en donnant les références utiles à sa vérifiabilité et en les liant à la section « Notes et références ».
Eddy Wata est un DJ de dance Nigérian né le 29 janvier 1979[réf. nécessaire] à Rapustan au Nigeria.

## Biographie
Eddy Wata s'est fait connaître en 2003 avec son single « Jam ». Il est né d'une mère nigériane et d'un père jamaïcain et a commencé la musique très jeune. À 18 ans, il décide de vivre en Jamaïque pendant quatre ans, où il a rencontré des artistes qui ont contribué à son amour du reggae. À son retour au Nigeria, il a formé le groupe, et après de nombreuses apparitions à la télévision, a effectué un voyage en Europe en 2001. Aux Pays-Bas, il a rencontré le célèbre producteur Lino Longoni. Après un concert live, son nouveau producteur l'a emmené en Italie, où il a rencontré plusieurs artistes et DJs. À l'automne 2003, ils ont décidé de profiter de sa musique, et le succès est arrivé en 2004 avec son single « Jam ». Il a également collaboré avec le DJ italien Gabry Ponte dans sa chanson « A Silvia ».

## Singles
- Jam (2003)

- In Your Mind (2004)

- La Bomba (2005)
- What a Boy (2006)
- I love my people (2008)
- My Dream (2009)
- I Like the Way (2009)
- Senorita (2011)

- (en) Cet article est partiellement ou en totalité issu de l’article de Wikipédia en anglais intitulé « Eddy Wata » (voir la liste des auteurs).

## Date de sortie de singles
- Jam (07/12/2003)
- In Your Mind (02/09/2004)
- La Bomba (18/07/2005)
- What a Boy (11/02/2006)
- I love my people (07/08/2008)
- My Dream (21/03/2009)
- I Like the Way (21/07/2009)

(Actuelles)